# نیژنی آلیشتان
نیژنی آلیشتان (انگلیسی: Nizhny Alyshtan) یک شهرک در شهرستان فیودوروفسکی استان باشقیرستان کشور روسیه است.